# حكم البلهاء
حُكم البُلَهاء (بالإنجليزية: Idiocracy)‏ هو فيلم أمريكي أنتج سنة 2006، من بطولة لوك ويلسن وجاستين لونغ.

## القصة
بعد أن تم تجميد ضابط عسكري وهو إنسان عادي لمدة سنة كاملة. يجد نفسه في عام 2505 مع أناس مختلفين كليا وتماما عن البشر في القدم. فيظن نفسه ذكيا عليهم. ولكن الأمر ليس كذلك لأن في المستقبل تناقص ذكاء هؤلاء البشر.

## طاقم العمل
لوك ويلسن
جاستين لونغ
جوناه بوبو

## روابط خارجية
- حكم البلهاء على موقع IMDb (الإنجليزية)
- حكم البلهاء على موقع ميتاكريتيك (الإنجليزية)
- حكم البلهاء على موقع الموسوعة البريطانية (الإنجليزية)
- حكم البلهاء على موقع روتن توميتوز (الإنجليزية)
- حكم البلهاء على موقع نتفليكس (الإنجليزية)
- حكم البلهاء على موقع قاعدة بيانات الأفلام العربية
- حكم البلهاء على موقع ألو سيني (الفرنسية)
- حكم البلهاء على موقع Turner Classic Movies (الإنجليزية)
- حكم البلهاء على موقع أول موفي (الإنجليزية)
- حكم البلهاء على موقع بوكس أوفيس موجو (الإنجليزية)